# Lijst van energiecentrales in Denemarken
Dit is een lijst van energiecentrales in Denemarken.

## Warmtekracht
| centrale                           | locatie    | capaciteit (MW) | inbedrijfsname (jaar) | eigendom      |
| ---------------------------------- | ---------- | --------------- | --------------------- | ------------- |
| Elektriciteitscentrale Odense      | Odense     | 632             | 1953                  | Vattenfall    |
| Elektriciteitscentrale Asnæs       | Kalundborg | 1.057           | 1959                  | Dong Energy   |
| Elektriciteitscentrale Studstrup   | Studstrup  | 700             | 1968                  | Dong Energy   |
| Elektriciteitscentrale Ensted      | Aabenraa   | 700             | 1969                  | Dong Energy   |
| Elektriciteitscentrale Nordjylland | Aalborg    | 741             | 1977                  | Vattenfall    |
| Elektriciteitscentrale Avedøre     | Avedøre    | 810             | 1990                  | Dong Energy   |
| Elektriciteitscentrale Esbjerg     | Esbjerg    | 378             | 1992                  | Dong Energy   |
| Elektriciteitscentrale Viborg      | Viborg     | 57              | 1996                  | Energi Viborg |
| Elektriciteitscentrale Skærbæk     | Kolding    | 392             | 1992                  | Dong Energy   |
| Elektriciteitscentrale H.C. Ørsted | Kopenhagen | 185             | 1920                  | Dong Energy   |
| Elektriciteitscentrale Herning     | Herning    | 95              | 1982                  | Dong Energy   |
| Elektriciteitscentrale Kyndby      | Jægerspris | 734             | 1940                  | Dong Energy   |
| Elektriciteitscentrale Svanemølle  | Kopenhagen | 81              | 1953                  | Dong Energy   |
| Elektriciteitscentrale Måbjerg     | Holstebro  | 28              | 1993                  | Dong Energy   |
| Elektriciteitscentrale Helsingør   | Helsingør  | 70              | 1994                  | Vattenfall    |

## Waterkracht
| centrale                                  | productie, GWh | inbedrijfsname (jaar) |
| ----------------------------------------- | -------------- | --------------------- |
| Bindslev Gl Elværk                        | 0,3            | 1918                  |
| Waterkrachtcentrale Christiansdals        | 0,3            | 1920                  |
| Waterkrachtcentrale Gudenåen              | 11             | 1921                  |
| Waterkrachtcentrale Harteværket (Kolding) | 2              | 1918-1920             |
| Holstebro vandkraftværk                   | 2,6            | 1942                  |
| Karlsgårdeværket (Varde)                  | 5              | 1919-1921             |
| Tørning Mølle                             | 0,2            | 1911                  |
| Waterkrachtcentrale Vestbirk              | 1,8            | 1924                  |

## Windparken
| centrale                    | capaciteit (MW) | inbedrijfsname (jaar) | eigendom                           |
| --------------------------- | --------------- | --------------------- | ---------------------------------- |
| Windpark Anholt             | 400             | 2013                  | Dong Energy                        |
| Windpark Horns Rev II       | 209             | 2009                  | Dong Energy                        |
| Windpark Rødsand II         | 207             | 2010                  | E.ON                               |
| Windpark Nysted (Rødsand I) | 166             | 2003                  | Dong Energy 50% PensionDanmark 50% |
| Windpark Horns Rev I        | 160             | 2002                  | Vattenfall 60%, Dong Energy 40%    |
| Windpark Middelgrunden      | 40              | 2000                  | Dong Energy 50%, privaat 50%       |
| Windpark Samsø              | 23              | 2003                  | gemeentelijk                       |
| Windpark Sprogø             | 21              | 2009                  |                                    |
| Windpark Rønland 1          | 17,2            | 2003                  |                                    |
| Windpark Avedøre Holme      | 10,8            | 2009                  | Dong Energy 50%, privaat 50%       |
| Windpark Frederikshavn      | 7,6             | 2003                  | Dong Energy                        |
| Windpark Tunø Knob          | 5               | 1995                  | Dong Energy                        |
| Windpark Vindeby            | 4,95            | 1991                  | SEAS/Bonus Energy                  |